# Trichoplusia eutheia
Trichoplusia eutheia là một loài bướm đêm trong họ Noctuidae.